# Wish You Were Here Tour
Wish You Were Here Tour bylo koncertní turné britské progresivně rockové skupiny Pink Floyd, které se konalo od 8. dubna do 5. července 1975. Většina koncertů proběhla v Severní Americe. Koncert, který proběhl 5. července 1975 na Knebworth Festival se také považuje za součást tohoto turné. Při tomto turné propagovala skupina své nové album Wish You Were Here, které vyšlo 15. září 1975, tedy až po ukončení turné. Skupina mimo Wish You Were Here také při koncertech hrála skladby z jejich předchozího alba The Dark Side of the Moon z roku 1973.

## Skupina

### Pink Floyd
- David Gilmour – kytara, zpěv
- Roger Waters – baskytara, zpěv
- Rick Wright – klávesy, zpěv
- Nick Mason – bicí

### Doprovodní hudebníci
- Dick Parry – saxofon
- The Blackberries (Venetta Fields a Carlena Williams) – doprovodný zpěv

## Setlist

### První set
- Raving and Drooling (původní verze Sheep)
- You Gotta Be Crazy (původní verze Dogs)
- Shine On You Crazy Diamond (Parts I–V)
- Have a Cigar
- Shine On You Crazy Diamond (Parts VI–IX)

### Druhý set
- The Dark Side of the Moon (celé album)

### Přídavek
- Echoes

## Koncerty
| Datum            | Město                       | Stát          | Místo                               |
| ---------------- | --------------------------- | ------------- | ----------------------------------- |
| 8. dubna 1975    | Vancouver, Britská Kolumbie | Spojené státy | Pacific Coliseum                    |
| 10. dubna 1975   | Seattle, Washington         | Spojené státy | Seattle Center Coliseum             |
| 12. dubna 1975   | Daly City, Kalifornie       | Spojené státy | Cow Palace                          |
| 13. dubna 1975   | Daly City, Kalifornie       | Spojené státy | Cow Palace                          |
| 17. dubna 1975   | Denver, Colorado            | Spojené státy | Denver Coliseum                     |
| 19. dubna 1975   | Tucson, Arizona             | Spojené státy | Tucson Convention Center            |
| 20. dubna 1975   | Tempe, Arizona              | Spojené státy | ASU Activity Center                 |
| 21. dubna 1975   | San Diego, Kalifornie       | Spojené státy | Sports Arena                        |
| 23. dubna 1975   | Los Angeles, Kalifornie     | Spojené státy | Los Angeles Memorial Sports Arena   |
| 24. dubna 1975   | Los Angeles, Kalifornie     | Spojené státy | Los Angeles Memorial Sports Arena   |
| 25. dubna 1975   | Los Angeles, Kalifornie     | Spojené státy | Los Angeles Memorial Sports Arena   |
| 26. dubna 1975   | Los Angeles, Kalifornie     | Spojené státy | Los Angeles Memorial Sports Arena   |
| 27. dubna 1975   | Los Angeles, Kalifornie     | Spojené státy | Los Angeles Memorial Sports Arena   |
| 7. června 1975   | Atlanta, Georgie            | Spojené státy | Atlanta Stadium                     |
| 9. června 1975   | Landover, Maryland          | Spojené státy | Capital Center                      |
| 10. června 1975  | Landover, Maryland          | Spojené státy | Capital Center                      |
| 12. června 1975  | Filadelfie, Pensylvánie     | Spojené státy | The Spectrum                        |
| 13. června 1975  | Filadelfie, Pensylvánie     | Spojené státy | The Spectrum                        |
| 15. června 1975  | Jersey City, New Jersey     | Spojené státy | Roosevelt Stadium                   |
| 16. června 1975  | Uniondale, New York         | Spojené státy | Nassau Coliseum                     |
| 17. června 1975  | Uniondale, New York         | Spojené státy | Nassau Coliseum                     |
| 18. června 1975  | Boston, Massachusetts       | Spojené státy | Boston Garden                       |
| 20. června 1975  | Pittsburgh, Pensylvánie     | Spojené státy | Three Rivers Stadium                |
| 22. června 1975  | Milwaukee, Wisconsin        | Spojené státy | County Stadium                      |
| 23. června 1975  | Detroit, Michigan           | Spojené státy | Olympia Stadium                     |
| 24. června 1975  | Detroit, Michigan           | Spojené státy | Olympia Stadium                     |
| 26. června 1975  | Montreal, Québec            | Kanada        | Autostade                           |
| 28. června 1975  | Hamilton, Ontario           | Kanada        | Ivor Wynne Stadium                  |
| 5. července 1975 | Knebworth, Hertfordshire    | Anglie        | Knebworth Park (Knebworth Festival) |